# Piero Sanavio
Piero Sanavìo (Padova, 1º gennaio 1930 – Roma, 4 gennaio 2019) è stato uno scrittore e saggista italiano.

## Biografia
Di famiglia rigorosamente antifascista (il padre era sodale di Giacomo Matteotti; uno zio fu l'ultimo sindaco socialista di Cartura prima del ventennio fascista), e con ufficiali bonapartisti ma anche ulani austroungarici e scultori e maestri tagliapietra nell'albero parentale, Piero Sanavio (Pierre Sanavìo; Piero\ Pietro Sanavyo\ Piero N. Sanavìo) si è laureato a Venezia con una tesi sui primi Cantos di Ezra Pound, relatore Carlo Izzo, e si è poi perfezionato all'università di Harvard. Da qui, a più riprese si recava a Washington a incontrare Pound, all'epoca nel manicomio di St. Elizabeth's, per delucidazioni su specifici punti dei Cantos. Ne offre evidenza il carteggio, parzialmente pubblicato in La Gabbia di Pound (infra) e reperibile in toto nel Fondo Sanavio presso la Biblioteca Universitaria di Padova. Nel 1954, studente a Londra, più volte, nei locali di Faber and Faber, in Russell Square, era stato ricevuto dal poeta T. S. Eliot per delucidazioni sugli Ariel Poems e Sweeney Agonistes. Per qualche ragione, il resoconto di quegli incontri, spedito al periodico Il Mondo, previo accordo con il caporedattore Alfredo Mezio, non fu mai pubblicato dal settimanale.
Negli Stati Uniti ha insegnato e\o tenuto conferenze alle università: Brandeis, Waltham, Mass.; University of Michigan at Ann Harbor, Mich.; Universidad de Puerto Rico, Rio Piedras; Wellesley College a Wellesley, Mass.; Smith University a Northampton, Mass; Brown University, a Providence, R.I., nonché a Yale e Harvard. Negli anni Settanta ha insistito per poter tenere un paio di conferenze alla Kent State University in Ohio, per rendersi conto del clima politico in una istituzione dove due studenti erano stati uccisi dalla Guardia Civile durante una manifestazione contro la guerra in Vietnam.
In Italia ha brevemente insegnato all'Orientale di Napoli e all'Università della Tuscia, Viterbo. Primo inviato de Il Mondo di Arrigo Benedetti, poi (essenzialmente in Medio Oriente) de Il Globo di Antonio Ghirelli, ha scritto a lungo per l'International Herald Tribune. Giornalista professionista (dal 1970) come inviato de Il Mondo è stato il primo in Italia a indicare il ruolo dei servizi deviati nella cosiddetta "strategia della tensione" che fece seguito all'attentato alla Banca dell''Agricoltura a Milano.
È stato fellow per due anni consecutivi della Rockefeller Foundation, in seguito University fellow dell'università di Yale, fellowship interrotta dalla sua nomina a funzionario internazionale di rango diplomatico per un'agenzia delle Nazioni Unite (Unesco) a Parigi.
Nell'immediato dopoguerra, a Padova, sotto un pseudonimo americano ma anche in nome proprio, ha scritto racconti polizieschi per la rivista Brivido, diretta dall'ex direttore del quotidiano Il Veneto. Nello stesso periodo Sanavio collaborava con i quotidiani L'Adige; Il Corriere Tridentino; La Posta dell'Adda e, tardivamente (1965-1966), da Parigi, con il periodico Il Mondo di Mario Panunzio e La Fiera etteraria, diretta allora da Manlio Cancogni. Assai più tardi scriverà su Hystrio; Il Dramma; le pagine culturali de Il Sole -24 Ore; Il Gazzettino; l'Avanti! (la lunga intervista, in articulo mortis a Gino Finzi sull'assassinio di Matteotti); Il Giorno; il trimestrale Fermenti e i webzine Le reti di Dedalo e Malacoda, nonché (2013-2014 e ripresa 2018-) l'inserto Alias de Il Manifesto. Ha inoltre intensivamente collaborato con i periodici Galleria di Leonardo Sciascia; Nuova Presenza; Nuova Corrente; The Arlington Newsletter (Cambridge, Mass.); Audience (Cambridge, Mass.); The Texas Quarterly (University of Texas at Austin); Tel-Quel (Parigi). Per Audience ha tradotto in inglese (1960) una scelta di poesie di Salvatore Quasimodo, incontrato a Harvard dopo il premio Nobel. Un suo poemetto in lingua inglese (Antilla - infra) e il racconto "The Dogs" (versione in inglese dell'inedito "Il Buio") sono apparsi in New Directions Annual rispettivamente nel 1964 e nel 1972.Ha presentato e introdotto in Italia, prima che il nome diventasse di moda, le opere di H. D. Thoreau.
Fu sposato in seconde nozze con Anuskha (Annuska) Palme, traduttrice e promotrice teatrale cui si devono, tra l'altro, le versioni in italiano di quasi tutta l'opera drammatica di Lars Norèn; la prima versione italiana dall'originale norvegese (1969), piuttosto che dalle traduzioni tedesche, di Fame di Knut Hamsun; nonché quelle della pièce Pazza! di Tom Topor e, remotamente, di Pippi Calzelunghe di Astrid Lindgren. Da Anuskha Palme ha avuto una figlia, l'attrice Beatrice Palme.
Fondatore, presidente, poi presidente emerito dell'"Institut Eugène Sigaud pour une Anthropologie de l'écriture", Paris, dissolto nel 2013, era membro, dal 2012, della giuria del premio internazionale Feronia-Filippo Bettini.

## Opere

### Curatele
- Henry David Thoreau, La disobbedienza civile, Venezia, 1957
- Henry David Thoreau, Opere scelte, Venezia, 1958
- Henry David Thoreau, Saggi politici, Venezia, 1958
- Ungaretti, Parigi, 1969
- Francis Beaumont, Il cavaliere del pestello ardente, Venezia, 1979
- George Peele La fiaba della vecchia comare, Rimini, 2006.
- McCullers- Albee, La ballata del caffè Triste.

### Narrativa
- La Maison-Dieu, Milano, 1964
- Il finimondo, Milano, 1967
- La patria, Venezia, 1978
- Caterina Cornaro in abito da cortigiana, Milano, 1981
- La felicità della vita, Roma, 2000
- Il regno, Roma, 2004.
- Roi je ne puis, prince ne daigne, "Le reti di Dedalus", Roma 2014
- Amina o Le Limitate Possibilità dell'Azione, Roma 2016

### Poesia
- Antilla, University of Texas, Austin, Tex. 1969 e (ampliata), New York 1972.
- Arzare, "Plural" II, 3-4, 1988.
- La Natura dei giorni (1985-87), "Le reti di Dedalus", Roma 2014.

### Teatro
- Una serie di radiodrammi su femministe americane dell'Ottocento (Susan Anthony; Elizabeth Stanton, et al.), per la regista Chiara Serino: Rai, anni '70.
- Le apparenze inquiete, in "Il Dramma", 1976.
- La divina, rappresentato al teatro Agorà, Roma, ottobre 1996.
- La seduzione, Udine, 2014.

### Saggistica
- John Balossi, San Juan de Puerto Rico, 1962.
- John St.John,San Juan de Puerto Rico, 1962.
- Giovanni Korompay, Bologna, 1971.
- Gerardo Dottori, Roma, 1972.
- Witold Gombrowicz: la forma e il rito, Venezia, 1974.
- Ezra Pound, Venezia, 1977.
- Il viaggio di Sarah Kemble Knight, Milano, 1984.
- La gabbia di Ezra Pound, Milano, 1986.
- Ezra Pound: bellum perenne, Rimini, 2002.
- La gabbia di Pound (ediz. ampliata di quella del 1986), Roma, 2005.
- Il signor Conrad e il capitano Korzeniowski, Milano 1992 (pp. 3–98 dell'edizione bilingue di J. Conrad, Tifone, BUR, 1992).
- Virtù dell'Odio: Louis-Ferdinand Céline, Rimini, 2009.
- Ancora su Céline, Rimini, 2013.
- Baedeker americano (esercizi di lettura), Udine, 2014.
- Americana, Roma, Mincione Edizioni, 2016.

### Traduzioni
- Daniel Defoe, Opere, Firenze, 1957 (con Alfredo Rizzardi e Alberto Rossi)
- Henry David Thoreau, Walden, ovvero La vita nei boschi, Milano, 1964
- Richard Wright, Ghetto negro, Milano, 1980 (con Anuskha Palme)

### Documentari
- Witold Gombrowicz: Contro l'impegno, Rai,l'Approdo, 1969
- Ba-binga, il popolo della foresta, Rai, Boomerang, 1970
- Minatori del Sulcis, Rai, Boomerang (completato, mai programmato), 1971 (?)
- Ionesco, il sorriso dell'angelo ribelle (con Ghete Strano), Baglivo Productions, Roma, 1980 (?)
- Portraits croisés: Zoran Music et Ida Cadorin (con François Edé), Metropolitan Productions, Paris, 1992
- Zoran Music e i Cadorin, E.D.D. Productions, Roma, 2003.
- Carlo Guarienti, Roma, 2017.

Fine anni Sessanta-inizio Settanta, nel quadro della serie "Archives du XXème siècle" dell'ORTF-TV, Paris, ha collaborato con Pierre-André Boutang alla realizzazione di documentari su Ezra Pound, Eugenio Montale, Aldo Palazzeschi e Giuseppe Ungaretti.

### Riconoscimenti
Ha vinto il Premio Letterario Nazionale " Bonfiglio" (1964) con il romanzo La Maison-. Dieu; il Premio Nazionale Letterario Pisa (1978) con il romanzo La Patria; il Premio Sila (1981) con il romanzo Caterina Cornaro in abito di Cortigiana; i premi Orient-Express e Feronia (2000) con il romanzo La Felicità della Vita. Nel 1998, il testo teatrale La Seduzione ha vinto il premio Formia-Ruggero Paone.
Il 16 dicembre 2004, nel corso di una pubblica cerimonia nella sala Rossini dello storico caffè Pedrocchi, la città di Padova lo ha onorato con la consegna del proprio sigillo a riconoscimento della sua produzione letteraria.
Nel 2008, la Camera di Commercio di Padova lo ha decorato di una medaglia d'oro per testimoniare l'importanza delle sue attività in campo internazionale